# رسوم الأراضي البيضاء (السعودية)
رسوم الأراضي البيضاء هي رسوم تطبق على الأراضي البيضاء (الخالية من المباني) حيث يفرض البرنامج رسم سنوي على الأراضي البيضاء، المملوكة لشخص أو أكثر من ذوي الصفة الطبيعية أو الصفة الاعتبارية غير الحكومية، بنسبة 2.5 ٪ من قيمة الأرض عند إقرار النظام عام 2015م، وفي 29 أبريل 2025م صدر قرار مجلس الوزراء بتعديل نظام رسوم الأراضي البيضاء ورفع الحد الأعلى لنسبة الرسم السنوي بما لا يتجاوز 10٪ من قيمة العقار. كما ستقوم وزارة الإسكان السعودية باستعمال إيرادات الرسوم للصرف على مشاريع الإسكان والبنية التحتية، والأراضي البيضاء بحسب التعريف الرسمي للنظام: هي كل أرض فضاء مخصصة للاستخدام السكني، أو السكني التجاري؛ داخل حدود النطاق العمراني.
وحدود النطاق العمراني: هي الخطوط المبينة بخرائط وثائق النطاق العمراني التي توضح مراحل التنمية العمرانية المختلفة، وحد حماية التنمية، وتمثل الحدود الملائمة لتوطين الأنشطة الحضرية، واستيعاب النمو العمراني خلال فترة زمنية محددة.

## التاريخ
في نوفمبر 2015م وافق مجلس الوزراء على نظام رسوم الأراضي البيضاء وفرض رسم سنوي على كل أرض فضاء مخصصة للاستخدام السكني أوالسكني التجاري داخل حدود النطاق العمراني، مملوكة لشخص أوأكثر من ذوي الصفة الطبيعية أوالصفة الاعتبارية غيرالحكومية، وذلك بنسبة 2.5% من قيمة الأرض.
في 29 أبريل 2025م وافق مجلس الوزراء السعودي برئاسة ولي العهد الأمير محمد بن سلمان آل سعود على تعديل نظام رسوم الأراضي البيضاء، وعن نسبة الرسوم السنوية من قيمة الأراضي البيضاء من 2.5 % إلى 10 %.  تم فرض رسم سنوي على الأراضي أو مجموع الأراضي التي تبلغ مساحتها 5 آلاف متر مربع فأكثر ضمن النطاق الجغرافي.

## أهداف نظام رسوم الأراضي البيضاء
يهدف النظام إلى تحقيق مجموعة من الأهداف التنموية، من بينها:
1- زيادة المعروض من الأراضي المطورة بما يحقق التوازن بين العرض والطلب.
2- توفير الأراضي السكنية بأسعار مناسبة.
3- حماية المنافسة العادلة، ومكافحة الممارسات الاحتكارية.

## البرنامج الزمني لتطبيق الرسوم
يُطبَّق الرسم على الأراضي البيضاء وفق برنامج زمني مُحدد تنظمه اللائحة التنفيذية لنظام رسوم الأراضي البيضاء. يتم الإعلان عن خضوع أي مدينة لتطبيق الرسوم بناءً على تقييم وزارة الاسكان لاحتياجات السوق، خصوصاً فيما يتعلق بزيادة معروض الأراضي المطورة. كما تُجري مراجعات دورية لتقييم الوضع واتخاذ القرارات المناسبة، التي قد تشمل تطبيق الرسوم، تعليقها، أو الانتقال بين المراحل المختلفة لتطبيق النظام، بما يتماشى مع المتطلبات التنموية للمدينة.

## التعديلات على نظام رسوم الأراضي البيضاء
في مايو 2025م نشرت الجريدة الرسمية "أم القرى" الملامح الجديدة لنظام "رسوم الأراضي البيضاء والعقارات الشاغرة"، وجاءت أبرز التعديلات كالتالي:
- اتساع نطاق النظام: ليشمل (نظام رسوم الأراضي البيضاء والعقارات الشاغرة).
- فرض رسم سنوي على الأرض أو مجموع الأراضي التي تبلغ مساحتها 5000 م² فأكثر ضمن النطاق العمراني.
- استخدامات الأراضي البيضاء: كل أرض فضاء قابلة للتطوير وتقع داخل حدود النطاق العمراني.
- استخدامات الأراضي البيضاء: كل أرض فضاء قابلة للتطوير وتقع داخل حدود النطاق العمراني.
- فرض رسم سنوي لا يزيد على (10%) من قيمة الأرض على الأراضي البيضاء المملوكة لشخص أو أكثر من ذوي الصفة الطبيعية أو الاعتبارية، على ألا تقل المساحة الخاضعة للتطبيق عن 5000 م².
- يُفرض رسم سنوي على العقارات الشاغرة بنسبة من أجرة المثل، وبما لا يزيد على (5%) من قيمة العقار، ويجوز للوزير ومجلس الوزراء زيادة هذه النسبة بما لا يتجاوز (10%).[7]

1. ↑  "السعودية.. تعديل نظام رسوم الأراضي البيضاء". العربية. 29 أبريل 2025. اطلع عليه بتاريخ 2025-04-29.
2. ↑  "الأراضي البيضاء". lands.housing.sa. مؤرشف من الأصل في 2019-04-05. اطلع عليه بتاريخ 2019-01-09.
3. ↑  "idlelands.momah". نظام رسوم الاراضي البيضاء. اطلع عليه بتاريخ 2025/01/20. {{استشهاد ويب}}: تحقق من التاريخ في: |تاريخ-الوصول= (مساعدة)
4. ↑  "مجلس الوزراء يقر رسوم الـ 2.5 % على الأراضي البيضاء". جريدة المدينة. 24 نوفمبر 2015. اطلع عليه بتاريخ 2025-04-29.
5. ↑  "مجلس الوزراء السعودي يوافق على تعديل نظام رسوم الأراضي البيضاء". الاقتصادية. 29 أبريل 2025. اطلع عليه بتاريخ 2025-04-29.
6. ↑  "idlelands.momah". اللائحة التنفيذية. اطلع عليه بتاريخ 2025/01/20. {{استشهاد ويب}}: تحقق من التاريخ في: |تاريخ-الوصول= (مساعدة)
7. ↑  البرقاوي، عبدالله (12 مايو 2025). "تفاصيل تعديلات نظام الأراضي البيضاء والعقارات الشاغرة وموعد سريانها .. تعرف عليها". صحيفة سبق الالكترونية. اطلع عليه بتاريخ 2025-05-13.

- https://housing.sa/ar/initiative/120
- https://lands.housing.sa/ar